# Coral Tomás Luis de Victoria
El Coral Tomás Luis de Victoria es una agrupación y escuela musical de la ciudad de Medellín (Colombia), fundada por Rafael López Ruiz, Alberto Ospina, Enrique Cárdenas y Rodolfo Pérez González, quien fue su director durante 38 años.
Esta tradicional escuela ha sido simbólica para los amantes de la música europea en el departamento de Antioquia.

## Reconocimientos
En 1981 el Gobierno Nacional le confirió la medalla Francisco de Paula Santander por su labor en pro de la cultura del país.
El 4 de diciembre de 1984, según Resolución 115 del Concejo de Medellín, la Coral fue declarada «patrimonio cultural de la ciudad», por su constante actividad musical y compromiso con la divulgación de la cultura.
En 1998 participó en el 46.º Concurso Internacional de Música Polifónica, en la ciudad de Arezzo (Italia), donde obtuvo la Medalla de Oro en la categoría de canto popular, bajo la dirección de la maestra Cecilia Espinosa.
Ha realizado presentaciones en las más importantes salas de concierto del país y actuado en múltiples escenarios del exterior en representación de Colombia, como: México, Venezuela, España e Italia.
Dentro de la vasta lista de directores que ha tenido la coral se encuentran: Cecilia Espinosa, Gustavo Yepes, Carlos Javier Jurado, Andrés Gómez Bravo y Danahila Hvistova.
Uno de sus grupos de proyección es el ensamble coral Tomás Luis de Victoria, que se inició en el año 2007 con los estudiantes de canto de la institución, se constituye en el grupo de mayor proyección en la actualidad; está formado por un grupo de personas de diversas edades, ocupaciones y profesiones, de diferentes sectores de la ciudad y del departamento de Antioquia.
Su repertorio es música folclórica colombiana, música latinoamericana, música religiosa y grandes obras de la música académica europea.
Durante su trayectoria ha participado en diferentes eventos de la ciudad y del país como "Fiesta de la música" en Medellín, programada por la Alianza Colombo-Francesa, el festival de coros José María Bravo Márquez, la entrega de los Premios Nacionales de Cultura otorgados por la Universidad de Antioquia, el XXXII Festival de Música Religiosa de Marinilla, el VII Festival Nacional de Coros Javeriana 2009 (en la ciudad de Cali) y el XIV Encuentro de Música Coral Colombiana (en la ciudad de Buga).
En la temporada navideña de 2008 y 2009, el ensamble presentó con gran éxito en la ciudad de Medellín el estreno en Colombia del clásico de la literatura inglesa "canción de Navidad" de Charles Dickens. bajo la dirección musical de la maestra Luz María Cuenca y la dirección escénica de la maestra Haydée Marín, el ensamble deleito al público con una puesta en escena de teatro musical que incluyó villancicos, actuación, música y danza.
En 2010 lanzó una propuesta vanguardista, de la obra Membra Jesu nostri (Bux WV75) del compositor Dietrich Buxtehude. Es una serie de breves cantantes con texto latino, en las que se medita sobre las partes del cuerpo de Jesús crucificado (pies, rodillas, manos, costado, corazón, pecho y cabeza) y el ensamble lo trae a la vida de nuestro país, al combinar una obra musical del renacimiento con una puesta en escena totalmente moderna, cuyo objetivo es el de llevar la imagen religiosa al contexto social, para que a través de la escenificación de cada una de las partes se refleje la flagelación de cristo en el dolor del hombre actual, propiciando así una reflexión sobre situaciones tan dolorosas como la violencia, el secuestro, el abuso y la tortura entre otros. la dirección musical estuvo a cargo de la maestra Luz María Cuenca y la dirección escénica de la maestra Haydée Marín. Los solistas para esta ocasión fueron:
- soprano I: Silvia Cuenca,
- soprano II: Luz María Cuenca,
- contralto: Rubiela Hernández,
- tenor: Juan Fernando Gutiérrez,
- barítono: Mauricio Montealegre.